# 雲南市立掛合中学校
雲南市立掛合中学校（うんなんしりつ かけやちゅうがっこう）は、島根県雲南市掛合町にある中学校。

## 校区
- 校区は、掛合小学校の通学区域となっている。

## 沿革
- 1972年（昭和47年）6月 掛合町立掛合中学校発足。
- 1975年（昭和50年）2月 中学校健康優良学校表彰。
- 1988年（昭和63年）2月 新校舎竣工式。
- 1988年（昭和63年）10月 県造形教育研究大会会場。
- 1989年（平成1年）1月 文部省指定武道指導推進校研究発表会。
- 1992年（平成4年）3月 福祉教育研究発表。
- 1993年（平成5年）8月 生徒会の国道54号沿線清掃美化活動に対し日本道路協会より全国表彰。
- 1994年（平成6年）4月 生徒会の清掃美化奉仕活動に対し、第5回「みどりの愛護」のつどいで建設大臣表彰。
- 1995年（平成7年）3月 「みどりの愛護」建設大臣表彰受賞記念碑除幕式。
- 1995年（平成7年）10月 島根県教育研究大会（飯石大会）会場校。
- 1998年（平成10年）6月 平成10・11年度豊かな心を育む教育推進事業実践研究協力校指定。
- 2002年（平成14年）3月 総務大臣杯日本太鼓ジュニアコンクール特別賞。
- 2004年（平成16年）11月1日 雲南市立掛合中学校に改称。

## 著名な出身者
- 石飛厚志（雲南市長）